# Korbous
Korbous (arabe : قربص) est une station thermale tunisienne située dans la région du cap Bon. Cette petite ville borde le golfe de Tunis et se situe à une soixantaine de kilomètres de la capitale.
Rattachée au gouvernorat de Nabeul, la municipalité est créée par un décret du 20 mai 1982, le périmètre municipal s'étendant sur une superficie de 5 000 hectares, pour une population de 3 532 habitants en 2014.

## Station thermale

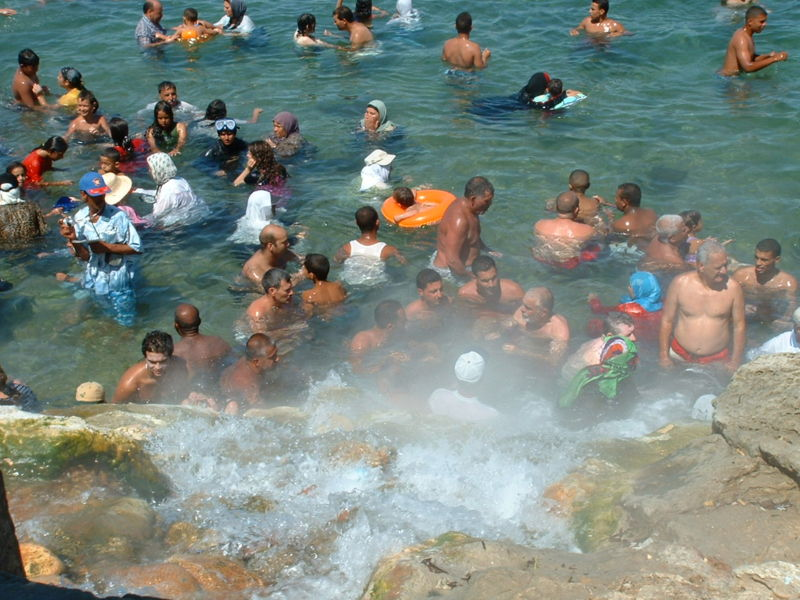
Baignade dans l'une des sources d'eau chaude

### Histoire
Construit à flanc de montagne le long d'une unique rue, le lieu est déjà fréquenté par bateau par les Romains de Carthage ; ceux-ci l'appellent Aquae Calideae Carpitanae (Eaux de Carpis), une petite cité voisine, en raison des sources d'eau chaude jaillissant à plus de 50 °C, comme l'attestent les nombreux vestiges romains et une inscription aujourd'hui exposée au musée national du Bardo. Tombé dans l'oubli, le site n'est plus fréquenté que par une population locale après la conquête arabe. Mais, au XIXe siècle, Ahmed Ier Bey lui donne un nouvel essor en s'y faisant construire un pavillon aujourd'hui occupé par l'Office tunisien du thermalisme privatisé en 1997.

### Sources
Les eaux chlorurées sodiques chaudes et les eaux sulfurées calciques froides soignent les rhumatismes, les arthrites et certaines affections du système nerveux, la boue d'Aïn Kanassira est conseillée pour le traitement de beaucoup de maladies dermiques. Parmi les principales sources figurent :
- Aïn Arraka ;
- Aïn El Fakroun ;
- Aïn El Atrous ;
- Aïn Kanassira ;
- Aïn Chfa ;
- Aïn Oktor ;
- Aïn Sbya.